# Кастек
Касте́к (каз. Қастек) — село у складі Жамбильського району Алматинської області Казахстану. Входить до складу Талапського сільського округу.
Село засновано 1859 року як укріплення на кордоні Старшого жузу та киргизьких племен.
Населення — 1023 особи (2021; 893 у 2009, 899 у 1999, 805 у 1989).